# Chabestan
Chabestan ist eine französische Gemeinde im Département Hautes-Alpes in der Region Provence-Alpes-Côte d’Azur. Sie gehört zum Arrondissement Gap und zum Kanton Serres.

## Geografie
Die Gemeinde wird vom Fluss Petit Buëch und seinem Zufluss Maraise passiert und grenzt im Norden an Oze, im Osten an Le Saix, im Süden an Savournon, im Südwesten an La Bâtie-Montsaléon, im Westen an Aspremont und im Nordwesten an Aspres-sur-Buëch. Das Dorf liegt in den Seealpen auf 780 m.

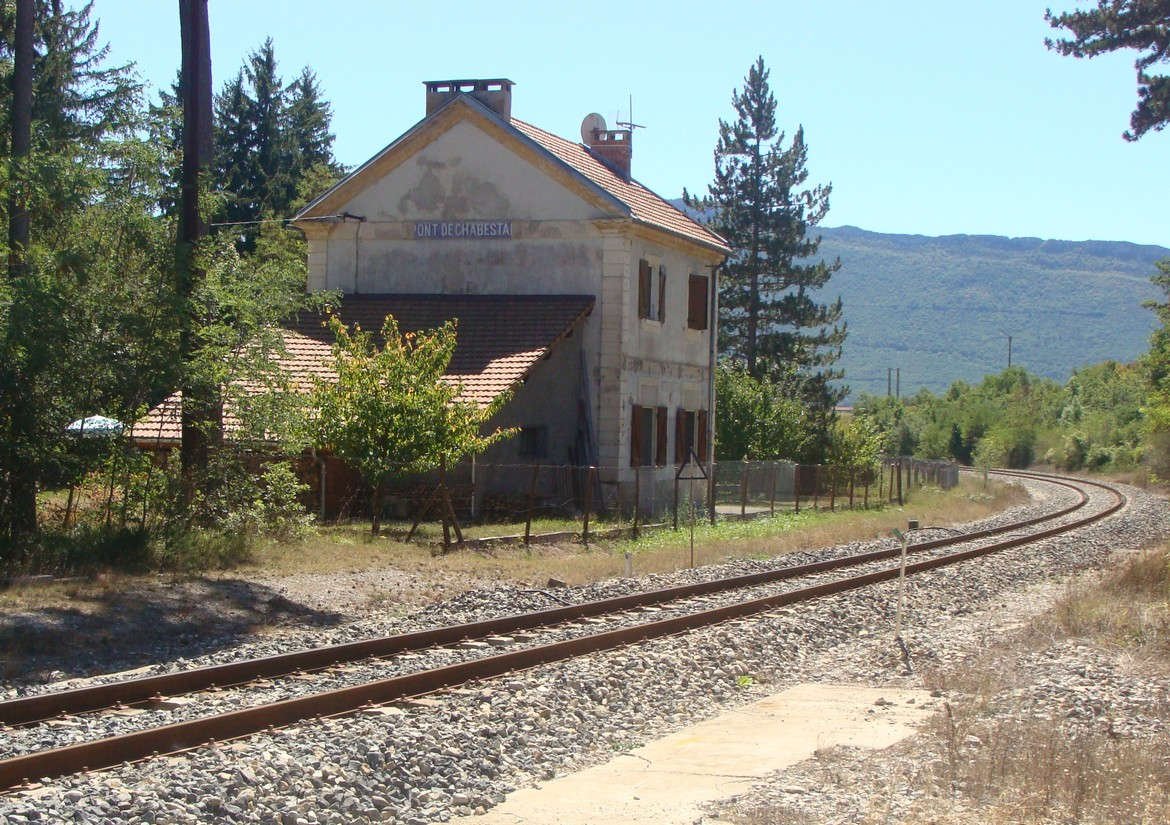
Der ehemalige Bahnhof Pont de Chabestan an der Eisenbahnlinie Marseille – Briançon

## Geschichte
Der lateinische Name von Chabestan lautet „Caput stagni“. Bekannt ist, dass die Ortschaft im 18. Jahrhundert „Chabestau“ hieß und 1801 ihren heutigen Namen erhielt.

### Bevölkerungsentwicklung
| Jahr      | 1962 | 1968 | 1975 | 1982 | 1990 | 1999 | 2008 | 2012 |
| --------- | ---- | ---- | ---- | ---- | ---- | ---- | ---- | ---- |
| Einwohner | 125  | 113  | 101  | 105  | 112  | 126  | 131  | 151  |